# Werthein (Familie)
Werthein ist der Name einer Unternehmerfamilie in Argentinien.

## Geschichte
1904 beschloss Leon Werthein, ein Kaufmann aus Bessarabien, das Russische Kaiserreich wegen der Feindseligkeit gegenüber Juden zu verlassen. Sein Ziel war Argentinien. Ein Jahr später kam seine Frau, Ana Jacham, mit ihren vier Kindern Gregorio, Elisa, Numo und Israel an. In Argentinien bekam das Paar vier weitere Kinder: Abraham, Fany, Noel und Julio.
In der Stadt Ingeniero White, Großraum Bahía Blanca, Provinz Buenos Aires, arbeitete León Werthein im Hafen: zunächst als Stauer, dann als Vorarbeiter. Dann zog er nach Salliqueló, wo er einen Gemischtwarenladen eröffnete. Danach siedelte er nach Miguel Riglos in Atreucó, in der Provinz La Pampa, über, wo er 1917 zusammen mit seinen Söhnen ein weiteres Gemischtwarengeschäft eröffnete. Leon Werthein verstarb 1935, und seine Nachkommen führten das Familienunternehmen weiter.

## Familienangehörige
- Leon und Ana Werthein geb. Jacham

- Gregorio Werthein (* ca. 1908) – Landwirtschaft
- Numo Werthein (* ca. 1910) – Landwirtschaft

engagierte sich für die Stiftung Casa Argentina en Israel
- Arnoldo (* ca. 1930er Jahre)
- Pablo Werthein
- Marcelo (* ca. 1948)
- Ana Lia Werthein (* ca. 1949) – Künstlerin

- Noel Werthein (* ca. 1911) – Landwirtschaft und Banken

- Daniel Werthein
- Leo Werthein (* 17. Dezember 1935; † 15. Juni 2005) – Rinderzüchter

- 3 Söhne und 3 Enkelkinder

- Adrian Werthein (* 18. Januar 1952) (Neffe von Julio Werthein) – Bankenmanager

- Julio Werthein (* 7. April 1918) – Bankenmanager

- Gerardo Werthein (* 3. Dezember 1955) (Neffe von Julio Werthein) – Bankenmanager

ab 15. Juni 2009 auch Präsident des Comité Olímpico Argentino (COA), ab 2023 Botschafter in den USA, ab 2024 Außenminister
- Sara Werthein

- Gregorio Werthein – argentinischer Reiter

## Aktivitäten

### Landwirtschaft
Die Brüder Gregorio, Numo und Noel (1911–2002) Werthein bauten die elterliche Farm ab etwa 1930 kontinuierlich aus. Die Gregorio, Numo y Noel Werthein SA wurde im Jahre 1969 gegründet und umfasst einen landwirtschaftlichen Bereich und einen Fruchtbereich. Der landwirtschaftliche Bereich hat über 100.000 Hektar Land und über 45.000 Rinder. Er produziert Weizen, Mais, Sonnenblumen, Sojabohnen, Baumwolle, Popcorn, Süßwaren, Sonnenblumenöl, schwarze Bohnen, rote Bohnen sowie Rindfleisch. Der Fruchtbereich produziert Äpfel, Birnen, Pfirsiche, Aprikosen, Pflaumen und Erdbeeren in getrockneter Form und als Fruchtsaftkonzentrat. Der Firmensitz ist in Cipolletti. Fast die gesamte Produktion wird in die USA und Europa exportiert oder an die Hersteller Kellogg’s und Quaker Oats geliefert. Im Mai 2008 kam es zu längeren Streiks der Beschäftigten für bessere Arbeitsbedingungen.
Ihr Bruder Julio Werthein (* 7. April 1918) engagierte sich schon in den 1940er Jahren im Bankenbereich.

### Banco Mercantil Argentino
Im Jahre 1965 beteiligten sich Julio Werthein und seine Brüder an der Banco Mercantil Argentino. Die Bank wurde am 18. September 1928 als Banco Israelita Argentino SA gegründet und am 4. Oktober 1940 in Banco Mercantil Argentino SA umbenannt.
Im Jahre 1982 hatten die von Julio Werthein verwalteten
- IVA SA (Textilien und Wolle) ca. 187.855.000 Dollar und die
- Mercantile Bank ca. 167.135.000 Dollar Auslandsschulden.[11]

Die Firmenschulden wurden in die Auslandsschulden Argentiniens eingebracht. Im Rahmen der Währungsreform sind die Schulden entfallen.
Im Jahre 1999 wurde die Banco Mercantil Argentino mit der Banco Caja de Ahorro (Sparkasse) fusioniert. Im Jahre 2000 hat die Banco Sudameris Argentina die Banco Caja de Ahorro übernommen. Nach einigen nachfolgenden Fusionen und Organisationsreformen ist die Banco Mercantil inzwischen in der neuen Banco Patagonia aufgegangen, an der die Familie Werthein jedoch keine Anteile mehr hält.
Im Jahre 1995 gründete sie jedoch die Fundacion Banco Mercantil Argentino gegründet, eine Stiftung, die Musik, Literatur und Kunst fördert.

### Los W S.A.
Zahlreiche Beteiligungen des Werthein-Clans werden durch die Beteiligungsgesellschaft Los W S.A. gehalten. Nachfolger von Gerardo Werthein ist inzwischen Dario Werthein.

### Caja de Ahorro y Seguro - Versicherungen
Die Caja de Ahorro y Seguro und ihre Tochtergesellschaften ist eines der größten Versicherungskonzerne in Argentinien. Die Beteiligungsholding Los W S.A. hält einen Anteil von 43,5 Prozent an dem Versicherungskonzern. Präsident ist Adrian Werthein (* 18. Januar 1952). Darüber hinaus hält Los W S.A. auch 20 Prozent an der Standard Bank.

### Europ Assistance Argentina
Familie Werthein soll zu 34 Prozent an der Europ Assistance Argentina, die seit dem Jahre 1997 in Argentinien aktiv ist, beteiligt sein.

### Erdölförderung
Die Familie soll auch ein ca. 100 Hektar großes Gebiet in der Provinz La Pampa besitzen, in dem die halbstaatliche ENARSA (Energia Argentina S.A.) Erdöl fördern will.

### Telecom Argentina
Im Spätsommer 2005 wurden 48,00 Prozent an der Sofora Telecomunicaciones S.A. für 125 Mio. Euro von der France Telecom übernommen, die wiederum 67,78 Prozent an der Nortel Inversora S.A. hält, die 54,74 Prozent an der Telecom Argentina hält.